# فهرست جایزه‌ها و نامزدی‌های تایلا
تایلا، خواننده اهل آفریقای جنوبی، چندین جایزه و افتخار دریافت کرده است. تایلا به عنوان جوان‌ترین خواننده انفرادی آفریقایی شناخته شده است که در جوایز گرمی ۲۰۲۴ برندهٔ جایزه شد.

## جایزه‌ها و نامزدی‌ها
| مراسم جوایز                               | سال                            | دسته                           | نامزد/اثر                            | نتیجه     | منابع  |
| ----------------------------------------- | ------------------------------ | ------------------------------ | ------------------------------------ | --------- | ------ |
| 3Music Awards                             | ۲۰۲۴                           | ترانه آفریقایی سال             | «آب»                                 | برنده     | [ ۲ ]  |
| 3Music Awards                             | ۲۰۲۴                           | اکت آفریقایی سال               | تایلا                                | —         | [ ۳ ]  |
| جوایز سرگرمی آفریقایی ایالات متحده آمریکا | ۲۰۲۳                           | بهترین آرتیست زن               | تایلا                                | برنده     | [ ۴ ]  |
| جوایز سرگرمی آفریقایی ایالات متحده آمریکا | ۲۰۲۴                           | بهترین آرتیست زن               | تایلا                                | نامزدشده  | [ ۵ ]  |
| جوایز سرگرمی آفریقایی ایالات متحده آمریکا | ۲۰۲۴                           | آرتیست سال                     | تایلا                                | نامزدشده  | [ ۵ ]  |
| جوایز سرگرمی آفریقایی ایالات متحده آمریکا | ۲۰۲۴                           | بهترین همکاری                  | «پرش»                                | نامزدشده  | [ ۵ ]  |
| جوایز باسادی در موسیقی                    |                                | آرتیست سال                     | تایلا                                | نامزدشده  | [ ۶ ]  |
| جوایز باسادی در موسیقی                    | دستاورد بین‌المللی              | برنده                          | تایلا                                | [ ۷ ]     |        |
| جوایز باسادی در موسیقی                    | بالاترین ایرپلی                | برنده                          | تایلا                                | [ ۷ ]     |        |
| جوایز باسادی در موسیقی                    | Best Styled Artist of the Year | نامزدشده                       | تایلا                                | [ ۶ ]     |        |
| جوایز باسادی در موسیقی                    | آرتیست پاپ سال                 | «آب»                           | نامزدشده                             | [ ۶ ]     |        |
| جوایز باسادی در موسیقی                    | موزیک ویدئوی سال               | «آب»                           | نامزدشده                             | [ ۶ ]     |        |
| جوایز باسادی در موسیقی                    | ترانه سال                      | «آب»                           | برنده                                | [ ۷ ]     |        |
| بی‌بی‌سی                                    | ۲۰۲۴                           | صدای ۲۰۲۴                      | تایلا                                | چهارم     | [ ۸ ]  |
| جوایز بی‌ئی‌تی                              | ۲۰۲۴                           | بهترین آرتیست زن آراندبی/پاپ   | تایلا                                | نامزدشده  | [ ۹ ]  |
| جوایز بی‌ئی‌تی                              | ۲۰۲۴                           | بهترین آرتیست تازه‌کار          | تایلا                                | برنده     | [ ۱۰ ] |
| جوایز بی‌ئی‌تی                              | ۲۰۲۴                           | بهترین اکت بین‌المللی           | تایلا                                | برنده     | [ ۱۱ ] |
| جوایز بی‌ئی‌تی                              | ۲۰۲۴                           | جایزه برگزیده بینندگان         | تایلا                                | نامزدشده  | [ ۱۲ ] |
| جوایز برک‌تودو                             | ۲۰۲۴                           | ویدئوی بین‌المللی سال           | تایلا                                | در انتظار | [ ۱۳ ] |
| جوایز برک‌تودو                             | ۲۰۲۴                           | آرتیست بین‌المللی در حال پیشرفت | تایلا                                | در انتظار | [ ۱۳ ] |
| جوایز برک‌تودو                             | ۲۰۲۴                           | کراش بین‌المللی                 | تایلا                                | در انتظار | [ ۱۳ ] |
| جوایز بریت                                | ۲۰۲۴                           | ترانه بین‌المللی                | «آب»                                 | نامزدشده  | [ ۱۴ ] |
| جوایز صنعت فرهنگی و خلاق                  | ۲۰۲۴                           | بهترین اکت بین‌المللی           | تایلا                                | برنده     | [ ۱۵ ] |
| جوایز صنعت فرهنگی و خلاق                  | ۲۰۲۴                           | بهترین تازه‌کار                 | تایلا                                | نامزدشده  | [ ۱۶ ] |
| جوایز سازنده محتوا دی‌اس‌تی‌وی               | ۲۰۲۴                           | ترانه سال                      | «آب»                                 | در انتظار | [ ۱۷ ] |
| جوایز Feather                             | ۲۰۲۴                           | داغ‌ترین کلیک سال               | تایلا                                | در انتظار | [ ۱۸ ] |
| جوایز گرمی                                | ۲۰۲۴                           | بهترین اجرای موسیقی آفریقایی   | «آب»                                 | برنده     | [ ۱۹ ] |
| جوایز موسیقی آی‌هارت‌رادیو                  | ۲۰۲۴                           | بهترین آرتیست موسیقی آفریقایی  | تایلا                                | نامزدشده  | [ ۲۰ ] |
| جوایز موسیقی آی‌هارت‌رادیو                  | ۲۰۲۴                           | بهترین متن ترانه               | «آب»                                 | نامزدشده  | [ ۲۰ ] |
| جوایز موسیقی آی‌هارت‌رادیو                  | ۲۰۲۴                           | تیک‌تاک باپ سال                 | «آب»                                 | نامزدشده  | [ ۲۰ ] |
| جوایز آیور نوولو                          | ۲۰۲۴                           | بهترین ترانه معاصر             | «آب»                                 | نامزدشده  | [ ۲۱ ] |
| جوایز موسیقی مترو اف‌ام                    | ۲۰۲۴                           | ترانه سال                      | «آب»                                 | نامزدشده  | [ ۲۲ ] |
| جوایز موسیقی مترو اف‌ام                    | ۲۰۲۴                           | بهترین موزیک ویدئو             | «آب»                                 | نامزدشده  | [ ۲۲ ] |
| جوایز موسیقی مترو اف‌ام                    | ۲۰۲۴                           | بهترین چالش وایرال             | «آب»                                 | نامزدشده  | [ ۲۲ ] |
| جوایز موسیقی مترو اف‌ام                    | ۲۰۲۴                           | بهترین آراندبی                 | «آب»                                 | نامزدشده  | [ ۲۲ ] |
| جوایز موسیقی مترو اف‌ام                    | ۲۰۲۴                           | بهترین آرتیست زن               | تایلا                                | نامزدشده  | [ ۲۲ ] |
| جوایز موسیقی مترو اف‌ام                    | ۲۰۲۴                           | آرتیست زن سال                  | تایلا                                | نامزدشده  | [ ۲۲ ] |
| جوایز موسیقی مترو اف‌ام                    | ۲۰۲۴                           | جایزه آیکن جهانی               | تایلا                                | برنده     | [ ۲۳ ] |
| جوایز موبو                                | ۲۰۲۳                           | بهترین اکت موسیقی آفریقایی     | تایلا                                | نامزدشده  | [ ۲۴ ] |
| جوایز موسیقی ویدئوی ام‌تی‌وی                | ۲۰۲۴                           | بهترین آرتیست تازه‌کار          | تایلا                                | نامزدشده  | [ ۲۵ ] |
| جوایز موسیقی ویدئوی ام‌تی‌وی                | ۲۰۲۴                           | بهترین ویدئوی آراندبی          | «آب»                                 | نامزدشده  | [ ۲۵ ] |
| جوایز موسیقی ویدئوی ام‌تی‌وی                | ۲۰۲۴                           | بهترین ویدئوی آفروبیت          | «آب»                                 | برنده     | [ ۲۶ ] |
| جایزه موسیقی میکس                         | ۲۰۲۴                           | ویدئوی جهانی سال               | «آب»                                 | در انتظار | [ ۲۷ ] |
| جوایز برگزیده کودکان نیکلودین             | ۲۰۲۴                           | آرتیست برک‌اوت مورد علاقه       | تایلا                                | نامزدشده  | [ ۲۸ ] |
| جوایز برگزیده کودکان نیکلودین             | ۲۰۲۴                           | ستاره موسیقی جهانی مورد علاقه  | تایلا                                | نامزدشده  | [ ۲۸ ] |
| جوایز برگزیده کودکان نیکلودین             | ۲۰۲۴                           | ترانه وایرال مورد علاقه        | «آب»                                 | نامزدشده  | [ ۲۸ ] |
| جوایز موسیقی سول‌ترین                      | ۲۰۲۳                           | بهترسن آرتیست تازه‌کار          | تایلا                                | نامزدشده  | [ ۲۹ ] |
| جوایز موسیقی آفریقای جنوبی                | ۲۰۲۲                           | موزیک ویدئوی سال               | «داره دیر میشه» (با همکاری کول‌درینک) | نامزدشده  | [ ۳۰ ] |
| جوایز موسیقی آفریقای جنوبی                | ۲۰۲۳                           | بهترین موزیک ویدئوی تولید شده  | «در حال فکر کردن»                    | نامزدشده  | [ ۳۱ ] |
| جوایز موسیقی آفریقای جنوبی                | ۲۰۲۴                           | موزیک ویدئوی سال               | «آب»                                 | در انتظار | [ ۳۲ ] |
| جوایز موسیقی آفریقای جنوبی                | ۲۰۲۴                           | ضبط سال                        | «آب»                                 | در انتظار | [ ۳۲ ] |
| جوایز موسیقی آفریقای جنوبی                | ۲۰۲۴                           | آلبوم سال                      | تایلا                                | در انتظار | [ ۳۳ ] |
| جوایز موسیقی آفریقای جنوبی                | ۲۰۲۴                           | بهترین آلبوم پاپ               | تایلا                                | در انتظار | [ ۳۳ ] |
| جوایز موسیقی آفریقای جنوبی                | ۲۰۲۴                           | آرتیست زن سال                  | تایلا                                | در انتظار | [ ۳۳ ] |
| جوایز موسیقی آفریقای جنوبی                | ۲۰۲۴                           | تازه‌کار سال                    | تایلا                                | در انتظار | [ ۳۳ ] |
| جوایز موسیقی آفریقای جنوبی                | ۲۰۲۴                           | بهترین همکاری                  | «آب» (همراه تراویس اسکات)            | در انتظار | [ ۳۳ ] |
| جوایز استایل آفریقای جنوبی                | ۲۰۲۴                           | Most Stylish Performing Artist | تایلا                                | برنده     | [ ۳۴ ] |